# Дело Флориды, рассматриваемое избирательной комиссией
«Дело Флориды, рассматриваемое избирательной комиссией» (англ. The Florida Case Before the Electoral Commission) — картина американской художницы Корнелии Фассетт.

## Описание
Картина создавалась художницей в 1877—1878 годах. На ней изображено заседание избирательной комиссии в связи со спорными президентскими выборами в США 1876 года.
Поручения написать картину Корнелии Фассетт не было — она создала её по собственной инициативе. Для этого ей удалось создать временную студию в зале Верховного суда Капитолия США летом 1877 и 1878 годов, когда суд не заседал. Завершённая работа, выполненная масляной краской на холсте, имела размеры 75 дюймов в ширину и 60 дюймов в высоту, и была подписана: «C. Adele Fassett / 1879».
На полотне изображено 256 человек, в том числе 60 женщин, некоторые из них — жёны и дочери участников процесса, другие — профессиональные работники, в том числе 17 журналистов. На картине Корнелия Фассетт также написала себя, ещё одну художницу — Имоджин Моррелл и писательницу — Мэри Эймс. На картине были изображены почти все лица, вовлечённые в политический кризис, а также другие видные деятели, например Джеймс Блейн, который неожиданно проиграл кандидатуре от республиканцев — Ратерфорду Хейсу. Банкир и коллекционер Уильям Коркоран изображён в ряду чуть ниже членов комиссии. Некоторые персоналии написаны по фотографическим портретам Мэтью Брэйди.

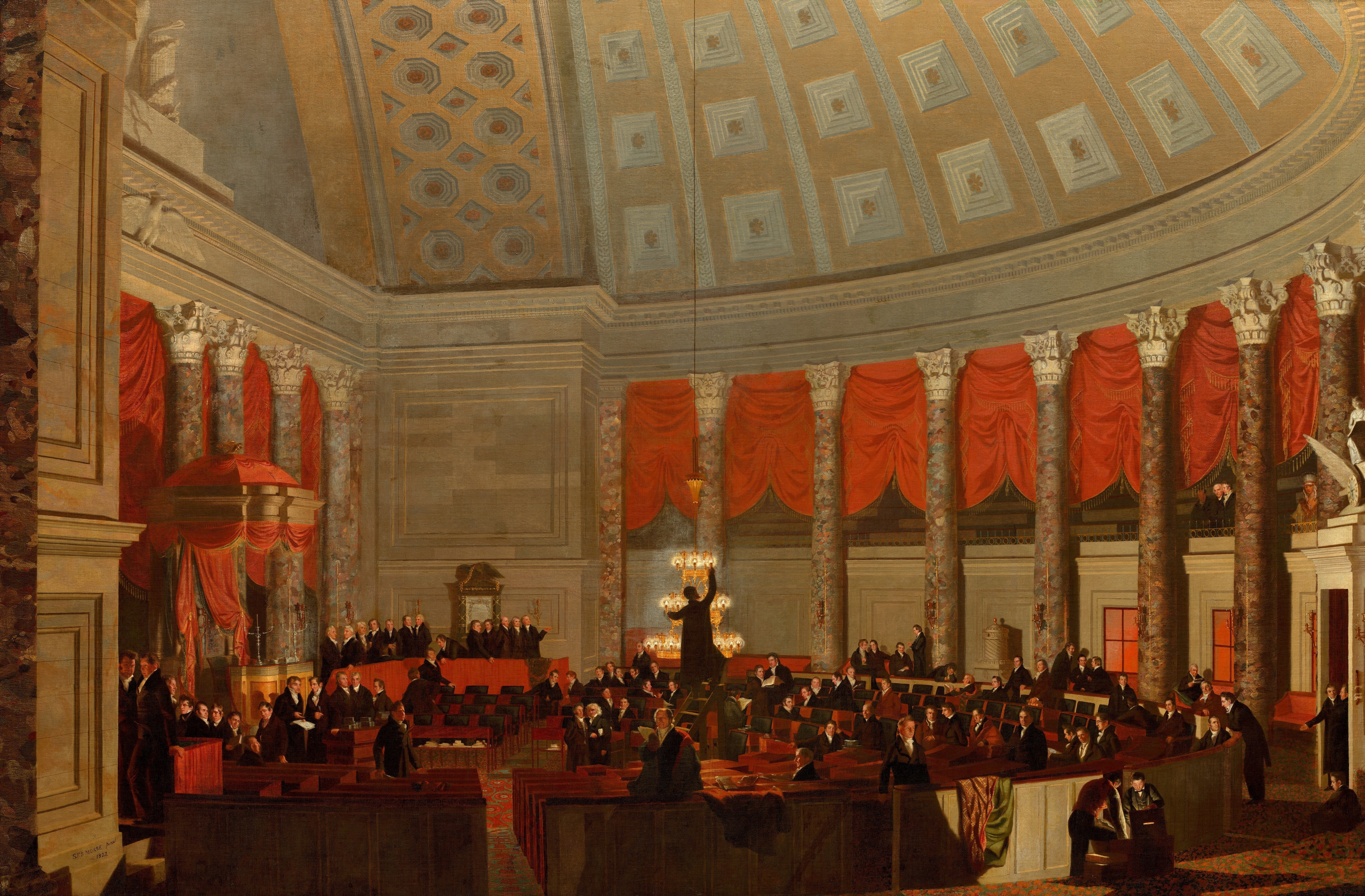
«Старая палата представителей» Сэмюэля Морзе

Картина Корнелии Фассетт сравнима с работой Сэмюэля Морзе «Старая палата представителей» («The Old House of Representatives»), завершённой им в 1822 году. Фассетт должна была знать работу Морзе, потому что она была публично выставлена в Художественной галерее Коркоран в Вашингтоне.
Картина Фассетт вызвала много критики со стороны газет и Пенсильванской академии изящных искусств. Но Конгресс США в конце концов согласился купить картину через семь лет после её завершения, заплатив за неё 7500 долларов (намного меньше, чем просили). В настоящее время полотно находится в собрании живописи Верховного суда США (по другим данным — в собрании Сената США).